# 278735 Kamioka
278735 Kamioka este o planetă minoră (asteroid), cu un diametru de 2,829 km, din centura de asteroizi. A fost descoperită pe 27 septembrie 2008 la Borbona de Vincenzo Silvano Casulli⁠(d). 
Obiectul prezintă o orbită caracterizată de o semiaxă mare de 2,7566553446733 UAi, o excentricitate de 0,09, o înclinație de 4,4 ° în raport cu ecliptica.